# Ayo Adeola
Ayo Toritseju Adeola (* 25. Oktober 2001) ist ein nigerianischer Sprinter, der sich auf den 400-Meter-Lauf spezialisiert hat.

## Sportliche Laufbahn
Erste Erfahrungen bei internationalen Meisterschaften sammelte Ayo Adeola im Jahr 2022, als er bei den Afrikameisterschaften in Port Louis in 3:22,38 min gemeinsam mit Ifeanyi Emmanuel Ojeli, Ella Onojuvwevwo und Patience Okon George die Silbermedaille in der Mixed-Staffel hinter dem botswanischen Team gewann. Zudem kam er in der Männerstaffel im Vorlauf zum Einsatz und trug somit zum Gewinn der Bronzemedaille bei.

## Persönliche Bestzeiten
- 200 Meter: 21,49 s (0,0 m/s), 13. März 2022 in Benin City
- 400 Meter: 46,52 s, 12. Mai 2022 in Abuja